# Greenview (Califòrnia)
Greenview és una població dels Estats Units a l'estat de Califòrnia. Segons el cens del 2009 tenia 215 habitants.

## Demografia
Segons el cens del 2000, Greenview tenia 200 habitants, 88 habitatges, i 60 famílies. La densitat de població era de 55,2 habitants/km².
Dels 88 habitatges en un 22,7% hi vivien nens de menys de 18 anys, en un 59,1% hi vivien parelles casades, en un 8% dones solteres, i en un 31,8% no eren unitats familiars. En el 26,1% dels habitatges hi vivien persones soles l'11,4% de les quals corresponia a persones de 65 anys o més que vivien soles. El nombre mitjà de persones vivint en cada habitatge era de 2,27 i el nombre mitjà de persones que vivien en cada família era de 2,77.
Per edats la població es repartia de la següent manera: un 22,5% tenia menys de 18 anys, un 3,5% entre 18 i 24, un 21% entre 25 i 44, un 33,5% de 45 a 60 i un 19,5% 65 anys o més.
L'edat mediana era de 46 anys. Per cada 100 dones de 18 o més anys hi havia 93,8 homes.
La renda mediana per habitatge era de 36.667 $ i la renda mediana per família de 41.591 $. Els homes tenien una renda mediana de 35.625 $ mentre que les dones 17.917 $. La renda per capita de la població era de 19.918 $. Cap de les famílies i l'1% de la població estaven per davall del llindar de pobresa.

## Poblacions més properes
El següent diagrama mostra les poblacions més properes.